# 임제종 (일본)

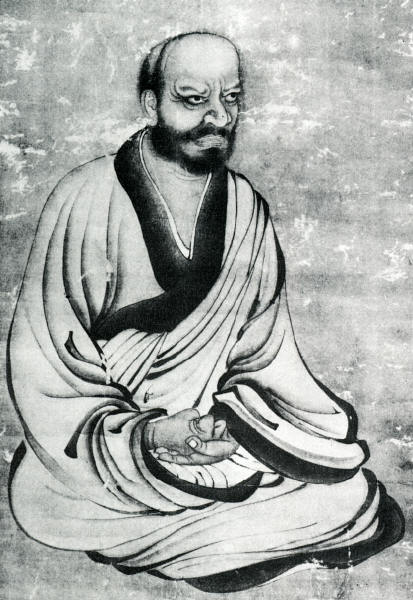
임제의현

임제종 (臨濟宗, りんざいしゅう,Linji school)은 중국의 선종오가 (임제, 위앙, 조동, 운문, 법안)의 하나로, 일본 불교에서는 선종(임제종, 조동종, 일본 달마종, 황포종, 보화종)의 하나이다. 또한 가마쿠라 불교의 하니다. 조동종이 단일 교단인데 비해, 임제종은 15개 파로 나뉘어 활동하고 있다.

## 장례식
임제종의 장례식은 고인을 부처님의 제자로 모시기 위한 행사로, 수계(授戒)・염송(念誦)・인도(引導) 등으로 구성되어 있다. 인도를 전달하는 의식 중에 도사가 "喝"을 외치기도 하는데, 이는 세상에 대한 미련을 떨쳐버리고 사악을 떨쳐버리라는 의미를 지닌다. 횃불 앞에 놓인 빨간 막대기를 던지는 것도 광명을 비춰 방황을 끊는 의미가 있다. 인경(引磬)・북(太鼓)・묘발(妙鉢) 등을 사용하는 경우가 많다.

## 같이 보기
- 의현 (당나라)
- 선종
- 하쿠인 에카쿠